# 지구환경기금
지구환경기금(地球環境基金, Global Environment Facility)은 개발도상국의 환경보전대책을 지원하고자 국제부흥개발은행(IBRD)이 1990년에 창설한 국제기금으로서 선진국이 모은 자금을 국제연합환경계획(UNEP), 국제연합개발계획(UNDP)이 공동으로 관리·운영하면서 개발도상국의 환경보전 대책에 싼 이자로 자금을 융자하고 있다. 이 밖에도 각국의 실제 사정에 맞는 환경보전계획 수립을 돕는 일을 하고 있다.

## 같이 보기
- 녹색기후기금
- 파리 협정 (2015년)